# Noronhomys vespuccii
Noronhomys vespuccii és una espècie extinta de rosegador de les illes de Fernando de Noronha, situades al nord-est del Brasil. Pot ser que fos observat per l'explorador italià Amerigo Vespucci durant una visita a l'arxipèlag el 1503, però s'acabà extingint més endavant, possiblement a causa de les rates i els ratolins introduïts pels primers exploradors de l'illa. El 1973 se'n trobaren moltes restes fòssils fragmentàries, de datació incerta però probablement de l'Holocè, que foren descrites el 1999.